# Права человека в Камбодже
Ситуация с правами человека в Камбодже подвергается растущей критике как внутри страны, так и со стороны международного сообщества. После ряда грубейших нарушений прав человека в стране, чувство неуверенности по поводу политики страны в данном направлении непреклонно растёт. Иногда ситуацию в государстве сравнивают с Мьянмой.
В своём докладе о Камбодже, "Human Rights Watch" заявил, что "Власти продолжают разгонять большинство массовых демонстраций. Политики и журналисты, критикующие правительство, находятся под угрозой насилия и запугивания и лишены равного доступа к электронным средствам массовой информации. Кроме того, судебная система слабо развита и находится в сильной зависимости от политики. В стране процветает торговля женщинами и детьми для сексуальной эксплуатации, и которую защищает полиция и государственные чиновники. Правительство продолжает закрывать глаза на незаконные конфискации земли у фермеров, на незаконные вырубки растительности и повсеместное разграбление природных ресурсов.”

## История
Права человека в Камбодже могут рассматриваться в контексте традиций, пришедших из индийской культуры, где абсолютное господство имеет Бог-король и из буддизма — главной религии камбоджийского общества.
С другой стороны, сильное влияние на страну на современном этапе оказал французский колониализм и полтора века колоссальных перемен от конституционной монархии до президентского режима Лон Нола и радикального марксизма-ленинизма под руководством красных кхмеров, а также оккупации Вьетнама Коммунистической партией Народной Республики Кампучия, что в итоге завершилось восстановлением конституционной монархии под эгидой ООН, что было результатом парижского соглашения 1991 года. Красные кхмеры осуществили глобальные нарушения прав человека.
Парижское соглашение гласит, что конституция включает в себя "основные принципы, включая права человека и элементарные свободы..." Парижское соглашение также требует Камбоджу “принять эффективные меры и усилия, чтобы политика и практика прошлого никогда не будет допущена к реабилитации." Конституция 1993 года содержит раздел "Права и обязанности кхмерских граждан", состоящий из 20 статей (статьи 31-50), из которых семнадцать относятся к правам, а три — к обязанностям. В соответствии с требованиями парижского соглашения конституция предусматривает, что "физические лица будут иметь право на вынесение решений в суд, обеспечивая тем самым соблюдение своих прав" и что "будет создана независимая судебная система по обеспечению соблюдения прав, установленных конституцией". Конституция предусматривает, что кхмерские граждане могут высказать свои жалобы или претензии по поводу государственных агентов, решение которых должно быть определено в судебном порядке.
С момента принятия конституции в 1993 году, ООН назначила специального представителя генерального секретаря по правам человека в Камбодже, а Комитет ООН по правам человека открыл посольство в Камбодже. Эти учреждения, наряду с местными и международными группами по правам человека подтвердили широкое нарушение прав человека.

## Проблемы

### Свобода слова и выражения
Нарушения свободы слова, включая отсутствие доступа к СМИ, являются редкими. Ещё совсем недавно то, что назвали кампанией за свободу выражения, было отмечено ускоряющимся регрессом в усилиях Камбоджи по содействию в усилении ценностей прав человека. Имеются серьёзные ограничения на свободу собраний, гарантированных камбоджийской конституцией, которые местные организации воспринимают как подавление общественной свободы слова и выражают обеспокоенность по этому поводу.

### Права женщин
Гендерные роли в Камбодже являются строгими и бытовое насилие по отношению к женщинам остаётся очень серьёзной проблемой. Но в течение нескольких лет Министерство Камбоджи по делам женщин показала значительную приверженность в борьбе против гендерного и домашнего насилия, даже превратив её в основную национальную задачу.

### Принудительное выселение
Правозащитники также обеспокоены тем, что насильственное выселение в Камбодже может выйти из-под контроля. Отчёт Международной амнистии показывает, как вопреки обязательствам Камбоджи, подписавшей Международное право прав человека, пострадавшие от выселения не имели возможности обжаловать выселение накануне. Информация о планируемых выселениях и переселениях была неполной, что лишает права пострадавших на получение информации и участии в принятии решений, в частности права на достойное жилище. Отсутствие правовой защиты от принудительного выселения, а также отсутствие регулирования существующих стандартов привело к тому, что повысилось количество нарушений прав человека, в том числе  отсутствие прав к обжалованию принудительного выселения у обездоленных людей, особенно тех, которые живут в состоянии нищеты и бедности.

### Международные организации
- Cambodia on websites of Amnesty International,
- Human Rights Watch Архивная копия от 15 ноября 2008 на Wayback Machine and FIDH
- Office of the High Commissioner for Human Rights in Cambodia Архивная копия от 4 сентября 2015 на Wayback Machine
- ILO Projects in Cambodia Архивная копия от 26 июля 2013 на Wayback Machine - International Labour Organization
- Projects & Activities by UNIFEM
- Country Reports Архивная копия от 22 сентября 2014 на Wayback Machine on CEDAW
- Country Info Архивная копия от 5 января 2019 на Wayback Machine from UNICEF
- Understanding Архивная копия от 20 сентября 2018 на Wayback Machine the Convention on the Rights of the Child (CRC)
- Latest Resources for Cambodia Архивная копия от 11 января 2014 на Wayback Machine from Child Rights Information Network (CRIN)
- Cambodia: Freedoms of expression, association and assembly: A shrinking space Архивная копия от 24 декабря 2012 на Wayback Machine FIDH, OMCT, 2010

### Национальные организации
- Cambodian League for the Promotion and Defense of Human Rights (LICADHO) Архивная копия от 23 сентября 2014 на Wayback Machine
- Cambodian Center for Human Rights (CCHR) Архивная копия от 22 марта 2021 на Wayback Machine
- The Committee for Free and Fair Elections (COMFREL) Архивная копия от 16 ноября 2020 на Wayback Machine
- Cambodian Human Rights and Development Association (ADHOC)

### Другие
- Cambodian Human Rights Portal (Sithi) Архивная копия от 28 февраля 2021 на Wayback Machine
- Censorship in Cambodia - IFEX
- Watchdog Group Urges Cambodia To Free Jailed Broadcaster - Article from VOA
- This site contains some documents relating to human rights situation in Cambodia produced by the AHRC as well as human rights news relating to Cambodia Архивная копия от 2 октября 2007 на Wayback Machine.
- Freedom Parks Article from the Cambodian Center for Human Rights and Advocates for International Development (A4ID)